# Prugovo (Chorwacja)
Prugovo – wieś w Chorwacji, w żupanii splicko-dalmatyńskiej, w gminie Klis. W 2011 roku liczyła 555 mieszkańców.